# Itália (szőlőfajta)
Az  Itália  egy nemzetközileg elterjedt, hibrid csemegeszőlő-fajta.  Pirovano olasz szőlőnemesítő, 1911-ben a Chasselas Napoleon és a hamburgi muskotály keresztezésével állította elő. Kiemelt termőterületeit a mediterrán éghajlatú szőlőtermesztő államokban – elsősorban Olaszországban –  találjuk. Főként étkezési szőlőnek termesztik.
Magyarországra az első világháború után került és 1956 óta államilag elismert fajta. Hazai termesztése nem terjedt el, és bizonytalan beérése miatt  a kiskertekben is csak ritkán fordul elő.
Hasonnevei: Pirovano 65, Í.P. 65, Muscat Itália, Muskat Italija.

## Jellemzői
Tőkéje erős növekedésű, bőtermő; levele világoszöld, vastag szövetű, tölcséresen összehajló. A talajjal szemben nem, de a fekvés szempontjából igen igényes.  Fürtje igen szép, nagy, átlagosan 28 dkg, laza, gusztusos, „szinte az ideális csemegeszőlő megjelenést testesíti meg”. Sárgásfehér bogyói nagyok, oválisak, zamatosan muskotályos ízűek, húsosak, ropogósak. Késői érésű fajta, október közepén, végén  érik, de jó termést csak meleg, védett fekvésű dűlőkön hoz. Fagytűrő képessége közepes, ám fagyás után lassan regenerálódik; szárazságtűrő, nem rothadó.  Szállíthatósága kiváló, jól eltartható, kifejezetten piacos fajta.
Bora gyenge, kellemesen muskotályos asztali bor.